# Athletics Australia
Athletics Australia ist der nationale Dachverband der Leichtathletik in Australien.
Die 1897 gegründete Organisation ist für die Verwaltung einer Sportart mit über 16.000 registrierten Athleten, Trainern und Funktionären zuständig.

## Geschichte
Athletics Australia (AA) war ursprünglich die Athletic Union of Australasia, eine 1897 gegründete Amateurgruppe. Im Jahr 1928 löste sich Neuseeland ab, um eine eigene nationale Körperschaft zu gründen, aus der die so genannte Amateur Athletics Union of Australia (AAU) hervorging. 1932 wurde ein Australischer Amateur-Leichtathletikverband für Frauen (AWAAU) gegründet, der bis 1978 für die Frauen-Leichtathletik zuständig war. In diesem Jahr schlossen sich die einzelnen nationalen Verbände zu einem Dachverband zusammen, der 1989 in Athletics Australia umbenannt wurde.

## Übersicht
Athletics Australia führt die Australian Athletics Tour und die Australischen Leichtathletikmeisterschaften durch, bei denen die Athleten um die Auswahl für die Olympischen Spiele, die Commonwealth-Spiele und die Weltmeisterschaften kämpfen.
Der Verband bietet auch Koordination, Anleitung und Unterstützung für Mitgliedsverbände und angeschlossene Organisationen, die die Leichtathletik in ihren jeweiligen Staaten, Territorien oder Gerichtsbarkeiten (z. B. paralympische Leichtathletik) regeln.
Eine Reihe von Ausschüssen und Kommissionen sind auf Bereiche wie Laufen, Coaching und Anti-Doping spezialisiert.

## Ruhmeshalle
Athletics Australia richtete seine Hall of Fame im Jahr 2000 ein, um herausragende Leistungen der größten australischen Athleten zu würdigen. Die Aufnahme in die Hall of Fame liegt im Ermessen des Special Awards Committee von Athletics Australia.